# 首書源氏物語
『首書源氏物語』（かしらがきげんじものがたり、しゅしょげんじものがたり）とは、江戸時代に出版された『源氏物語』の注釈を含んだ版本である。

## 概要
『源氏物語湖月抄』などと並ぶ江戸時代の代表的な『源氏物語』の版本である。一竿斎編、1673年刊行、『源氏物語』の本文54巻に系図1巻・年立1巻を加えた全56巻からなっている。『源氏物語』の本文の全文を掲載してそれに傍注・頭注の形で諸注を簡略に付し、注釈を施してある『源氏物語』の版本としては初めてのものである。この時期には1660年（万治3年）刊の『首書古今和歌集』や1674年（延宝2年）刊の『頭書伊勢物語』のような古典に簡単な頭注や傍注を付して「首書○○」や「頭書○○」と称したものがいくつも出版されており、本書もそのような一連の出版のひとつであると見られる。この「注釈書を兼ねた『源氏物語』の本」という形式は、これ以後の『絵入源氏物語』や『源氏物語湖月抄』といった江戸時代の版本や明治時代以降の源氏物語の活字本のほとんど全てに受け継がれたと言える。
江戸時代には本書より豊富な注釈を持つ『源氏物語湖月抄』や、絵を豊富に使用することにより分かりやすさを求めた『絵入源氏物語』などの方が普及した。一方、明治から昭和にはしばしば活字本の底本として利用された。これは『首書源氏物語』の本文が他の様々な版本より優れていると言われるようになった為である。以下に更に詳述。

## 本文
『首書源氏物語』の本文の系統は大きく言えば室町時代以降主流であった青表紙本系統のものである。但し具体的にどの写本を元にしたのかといったことは分かっていない。直接由緒ある写本を見ての本文に依ったのではなく、『伝嵯峨本源氏物語』など後に『古活字版源氏物語』『無跋無刊記整版本』『無印源氏』『素源氏』などと呼ばれるようになったこれ以前に出版された注釈を含まない『源氏物語』本文のみを内容とする版本のいずれかを元にしていると考えられる。また三条西家本と異なる独自異文については河内本と一致する場合が多いとの指摘がある。
明治時代以降、本書と並んで江戸時代の代表的な版本である『湖月抄』の本文とこの『首書源氏物語』の本文とどちらが優れているのかという議論が起こり、その結果この『首書源氏物語』の本文が「青表紙系版本中最善本である」と評価されるようになり昭和の初期までは、塚本哲三による『友朋堂文庫本』友朋堂書店（1930年）、島津久基による『（旧）岩波文庫版源氏物語』（1927年）、またやや遅れて今泉忠義による『桜楓社版源氏物語』（1974年から1975年）および『講談社学術文庫版源氏物語』（1978年、新装版は2000年から2001年）といった多くの活字本の底本に採用された。
しかしながら、大正時代ころから始まり多くの学者が参加して行われ、後にその成果が『源氏物語大成』に結実することになる大規模な『源氏物語』の写本調査の中で藤原定家の自筆本を始め大島本、明融本など青表紙本系統の良質の写本がいくつも発見され、それらの本文が詳細に研究された結果、この『首書源氏物語』や『湖月抄』の本文はいずれも実際には河内本や別本からの本文の混入が見られる三条西家本などに近い青表紙本としては末流としか言えない本文に近いものであることが明らかになってきたため、現在では江戸時代以降の『源氏物語』本文の伝流史を探る上で研究する意義は残るものの、青表紙本の原型を探るためといった意味での本文研究上の意義は認められないようになっている。